# Lee Eunsang
Lee Eun-sang (22 de octubre de 1903 – 18 de septiembre de 1982) fue un poeta e historiador coreano. Se dedicó a la modernización del sijo, una forma de poesía coreana.

## Biografía
Lee Eunsang nació el 22 de octubre de 1903 en Masan, Corea. En 1918 se graduó en la Escuela de Bachillerato Changshin, la cual su padre había construido, y en 1923 entró en el departamento de Artes Liberales de la Escuela Yunhee, la predecesora de la Universidad Yonsei. Trabajó como profesor para la Escuela Changshin por un tiempo hasta que fue a la Universidad de Waseda en Japón, donde estudió historia en 1926. Trabajó en la Universidad Femenina Ewha como profesor de 1931 a 1932. Después trabajó para el periódico Dong-a Ilbo y Chosun Ilbo.
En 1942 fue arrestado por supuestamente haber participado en el "incidente de la Academia de Idiomas Chosun" y fue puesto en libertad al año siguiente cuando se suspendió su acusación. En 1945, estuvo detenido como infractor político en la estación de policía de Gwangyang y fue puesto en libertad tras la independencia de Corea del Imperio japonés.
Después de la emancipación de Corea, fue profesor en la Universidad Cheongju, en la Universidad Nacional de Seúl y en la Universidad Yeungnam. En 1954 fue invitado a unirse a la Academia de Artes de Corea y en 1978 se le concedió la membresía de por vida. Fue presidente del Comité de Homenaje al Almirante Yi Sunsin y miembro de la Asociación de Alpinismo de Corea, la Asociación de Protección de la Cultura de Corea y la Asociación de la Cultura del Pueblo, además editor jefe de Movimientos Coreanos por la Independencia.
Ganó la medalla Hibisco de Honor en 1970 y falleció en 1982.

## Obras
Cuando era niño jugaba con sus amigos en un manantial cerca de su casa en el monte Nobisan. Los poemas "Escalando la vieja colina" y "Sinfonía de un manantial" describen los días de su infancia en el manantial. Una de sus motivaciones para escribir poesía en el estilo sijo es que su padre se la recitaba cuando era niño.
En 1921 publicó por primera vez un poema suyo en la revista Ahsung bajo el sobrenombre de Du Wuseong.
Ganó reputación como un poeta que abrió una nueva forma libre de sijo. La mayoría de sus obras están compuestas como canciones clásicas. Nosan Shijojip, su primer volumen de poesía, se publicó en 1932. Las obras tenían como características la añoranza del hogar, el sentimentalismo y el culto por la naturaleza. Los poemas "Memoria de mi pueblo natal", "Quiero ir" y "Noche del templo Seongbulsa" están llenos de esa lírica simple y tierna.
Por la lírica de sus poemas "Muchacha de primavera" (봄처녀) y "Quiero ir" (가고파), y la revisión moderna de la forma sijo en "Donghaesong" (동해송) y "La tierra alta está allí", se le considera el mejor poeta de sijo moderno.

## Premios
En 1969 recibió el Premio del Presidente de la Nación y en 1970 la Medalla del Pueblo.